# C21orf58
C21orf58 (англ. Chromosome 21 open reading frame 58) – білок, який кодується однойменним геном, розташованим у людей на довгому плечі 21-ї хромосоми. Довжина поліпептидного ланцюга білка становить 322 амінокислот, а молекулярна маса — 35 003.
| 10         |  | 20         |  | 30         |  | 40         |  | 50         |
| ---------- |  | ---------- |  | ---------- |  | ---------- |  | ---------- |
| MARSRLPATS |  | LRKPWKLDRQ |  | KLPSPDSGHS |  | LLCGWSPGGK |  | ARPAGNTGAW |
| APAEQFFPAS |  | NRTREGGGLW |  | PPLPLQSSPA |  | APTMLDSSAA |  | EQVTRLTLKL |
| LGQKLEQERQ |  | NVEGGPEGLH |  | LEPGNEDRPD |  | DALQTALKRR |  | RDLLQRLREQ |
| HLLDELSRAQ |  | AWSGPSRGAL |  | GSALPPELPP |  | TGILPTASPS |  | PLAPDPPRII |
| LPTVPQPPAT |  | IIQQLPQQPL |  | IAQIPPPQAF |  | PTQRSGSIKE |  | DMVELLLLQN |
| AQVHQLVLQN |  | WMLKALPPAL |  | QDPPHVPPRV |  | PRAARPRLPA |  | VHHHHHHHHA |
| VWPPGAATVL |  | QPAPSLWTPG |  | PP         |  |            |  |            |

A: Аланін

C: Цистеїн

D: Аспарагінова кислота

E: Глутамінова кислота

F: Фенілаланін

G: Гліцин

H: Гістидин

I: Ізолейцин

K: Лізин

L: Лейцин

M: Метіонін

N: Аспарагін

P: Пролін

Q: Глутамін

R: Аргінін

S: Серин

T: Треонін

V: Валін

Задіяний у такому біологічному процесі, як альтернативний сплайсинг. 